# Partido Comunista de Australia (1971)
El Partido Comunista de Australia (en inglés: Communist Party of Australia) es un partido político australiano, fundado en 1971 como escisión del histórico y homónimo Partido Comunista de Australia. Tras su creación, tomó el nombre de Partido Socialista de Australia (SPA), cambiando a su actual denominación en 1996.
El CPA forma parte a nivel internacional del Encuentro Internacional de Partidos Comunistas y Obreros.

## Historia
En 1971, un pequeño grupo de miembros del Partido Comunista Australiano (CPA) histórico fueron expulsados por sus tendencias contra la política del Partido. Eran especialmente críticos con la política de seguidismo con la URSS, así como por la no condena del grueso de los comunistas australianos con respecto a la intervención de las tropas del Pacto de Varsovia en Checoslovaquia tras la Primavera de Praga, en 1968.
Estos miembros no querían crear un nuevo partido de tendencia más socialdemócrata, como sucedió en Europa con el llamado eurocomunismo, pero tampoco querían una nueva formación encuadrada en un marxismo-leninismo de carácter ortodoxo. Esta postura entraba en fuerte contradicción con el Comité Central del CPA, lo que provocó la salida de aquellos miembros del Partido.

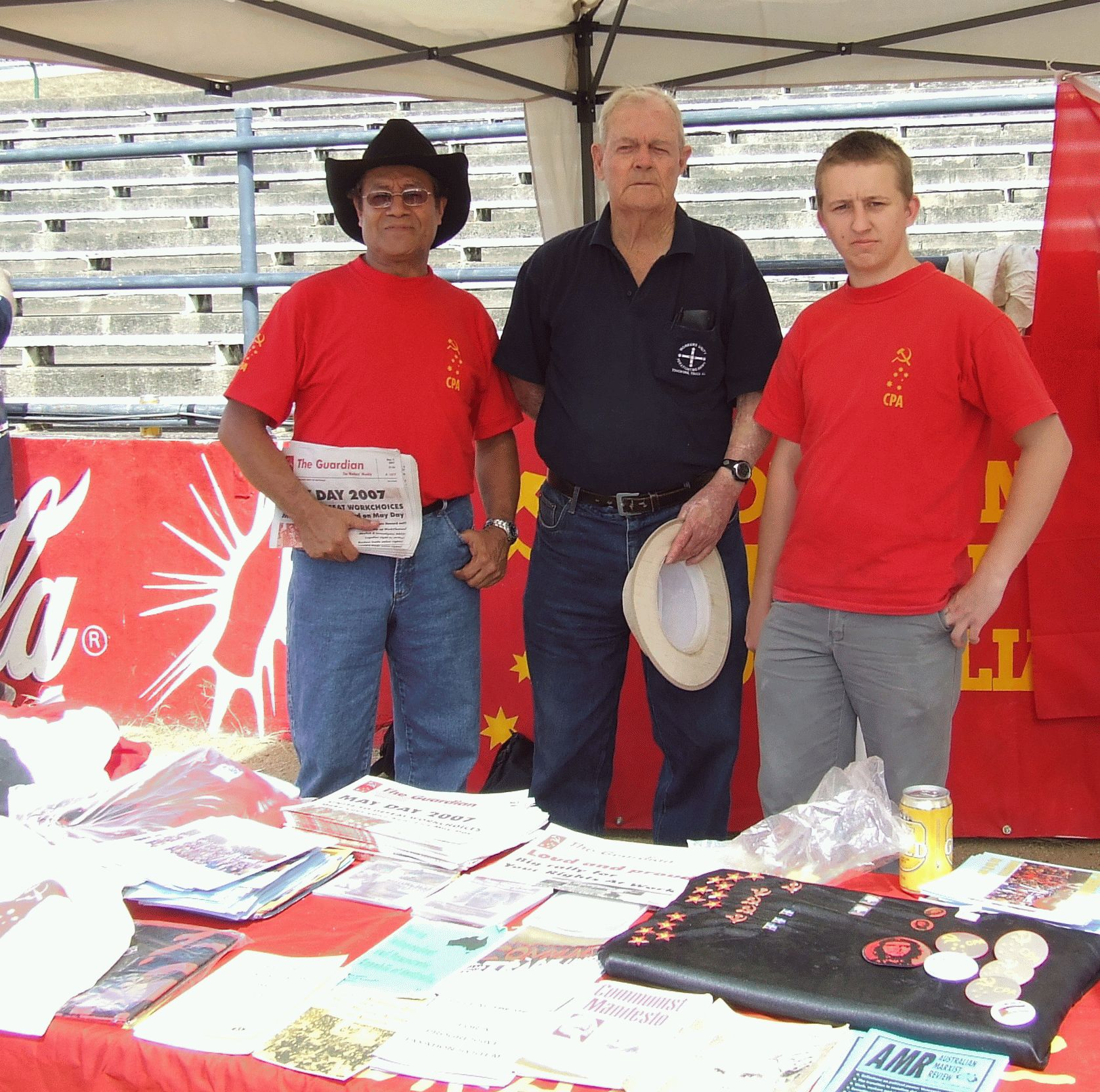
Militantes del CPA en un puesto de venta de material del Partido, durante las celebraciones del 1 de mayo de 2007 en Queensland.

La fundación del SPA se consumó tras la expulsión del CPA de los sindicalistas Pat Clancy y Peter Symon. Symon fue el Secretario General del Partido desde su nombramiento en 1972 hasta su muerte, acontecida en 2008. Tras la muerte de Symon la presidenta del Partido, la doctora Hannah Middleton, convocó al Comité Central del CPA (renombrado en 1996) para la elección de un nuevo Secretario General. En el XI Congreso Nacional del CPA, celebrado en octubre de 2009, Middleton fue elegida nueva Secretaria General de los comunistas australianos, mientras que Vinicio Molina asumió el cargo de Presidente del CPA.
El antiguo CPA fue disuelto en 1991, tras el colapso del Bloque del Este, corriendo la misma suerte que otros muchos partidos comunistas en todo el mundo. El SPA, considerado como su sucesor, retomó el nombre de Partido Comunista de Australia durante su VIII Congreso Nacional, celebrado en 1996.
Michael Perth fue elegido concejal de Port Adelaide, un suburbio de la ciudad de Adelaida, en 1998, ejerciendo su cargo hasta 2001. Durante ese tiempo únicamente cobró el 1 % de su salario, ya que el resto lo donaba al CPA.
En 2010 los comunistas australianos obtendrían de nuevo representación institucional, cuando consiguieron un asiento en el gobierno local de Sídney gracias a la alianza electoral con otros grupos de izquierda. En septiembre de 2012 el CPA consiguió su última victoria política, con la elección de Tony Oldfield como miembro del concejo de la ciudad de Auburn, cargo que ocupó hasta 2016.
El CPA es un partido comunista de tendencia marxista-leninista y lucha por la transformación revolucionaria de la sociedad australiana. Aboga por el establecimiento de una sociedad socialista en Australia. Tienen en como objetivo cambiar la dirección de la política australiana y, como fin, reemplazar el sistema capitalista por un sistema socialista.
A nivel internacional, el CPA suele participar casi todos los años en el Encuentro Internacional de Partidos Comunistas y Obreros.

## Políticas
El Partido Comunista de Australia cuenta con una serie de medidas que rigen su actividad política. A saber, son:
- La "reconstrucción socialista" de la sociedad australiana.
- Poner fin a la privatización de los servicios públicos por parte de los gobiernos estatales y federal.
- Expulsar de Australia a las multinacionales extranjeras.
- La reglamentación por parte del Gobierno federal de los precios, los niveles de beneficio y las tasas de interés.
- Suprimir el impuesto sobre bienes y servicios.
- Expandir el sector público de la economía australiana.
- Aumentar el salario mínimo nacional.
- Aumentar las pensiones y el subsidio por desempleo.
- Reducción de las horas semanales obligatorias.
- Reducción de los precios de los servicios públicos.
- Reducción del gasto militar.